# 愛宕ジャンクション
愛宕ジャンクション（あたごジャンクション）は、福岡県北九州市小倉北区にある北九州高速道路1号線と3号線が分岐するジャンクションである。

## 道路
- 北九州高速1号線
- 北九州高速3号線

## 隣
北九州高速1号線
(107)大手町出入口 - (108)勝山出入口 - 愛宕JCT - (109)下到津出入口
北九州高速3号線
東港JCT - 愛宕JCT